# Sulaco (Yoro)
Sulaco é uma cidade hondurenha do departamento de Yoro.